# Mistrzostwa Europy w Piłce Ręcznej Mężczyzn 2024
Mistrzostwa Europy w Piłce Ręcznej Mężczyzn 2024 – 16. edycja mistrzostw Europy w piłce ręcznej mężczyzn, organizowanych przez EHF, mająca na celu wyłonienie najlepszej męskiej reprezentacji seniorskiej w Europie. Odbywała się od 10 do 28 stycznia 2024 roku w Niemczech. W turnieju brały udział 24 drużyny narodowe.

## Wybór organizatora
Do 1 maja 2017 Europejska Federacja Piłki Ręcznej przyjmowała wstępne zainteresowania organizacją mistrzostw, w wyznaczonym terminie wpłynęło pięć propozycji – trzy kandydatury pojedynczych państw i dwie wspólne. Na początku lipca 2017 r. EHF ustaliła ramy czasowe wyboru organizatora – zgodnie z nim ostateczny termin składania oficjalnych aplikacji upływał 1 listopada 2017, zaś decyzja, po przeprowadzonych inspekcjach i zatwierdzeniu kandydatur przez Zarząd EHF, miała zostać podjęta na kongresie tej organizacji w Glasgow w czerwcu 2018 r.. Oficjalne aplikacje złożyły Węgry wraz ze Słowacją, Dania wraz ze Szwajcarią oraz samodzielnie Niemcy, a na kongresie EHF za lepszą została uznana kandydatura Niemiec.

## Informacje ogólne
Dwadzieścia cztery uczestniczące reprezentacje zostały podzielone na sześć czterozespołowych grup rywalizujących systemem kołowym, a po dwa najlepsze z każdej z grup awansowały do fazy zasadniczej. W niej, zachowując punkty z pierwszej fazy, walczyły w dwóch sześciozespołowych grupach o dwa czołowe miejsca premiowane awansem do półfinałów, zespoły z miejsc trzecich zmierzyły się zaś w meczu o miejsce piąte.
Logo i hasło zawodów przedstawiono w styczniu 2022 r.. Ambasadorami turnieju zostali: Anna Loerper, Johannes Bitter, Uwe Gensheimer i komik Bülent Ceylan, dołączyli do nich następnie Felix Kroos, Stefan Kretzschmar, Laura Wontorra, Markus Baur, Emily Bölk, Pascal Hens, Dominik Klein, Isabell Klein i Niklas Kaul.
Pierwsza partia biletów – na mecz otwarcia (kosztujące minimum 25 euro) oraz pakiety całorundowe – trafiła do sprzedaży sześćset dni przed rozpoczęciem mistrzostw. Najtańsze pakiety na fazę grupową kosztowały 55 euro, na fazę zasadniczą 209 euro, zaś na finałowy weekend 175 euro. Od października 2022 r. po zmianie obiektu dostępne były także na mecze w Monachium. Organizatorzy próbowali pobić wynoszący nieco ponad 44 tys. widzów rekord świata w widowni na meczu piłki ręcznej organizując mecz otwarcia na stadionie w Düsseldorfie, na rok przed rozpoczęciem zawodów sprzedanych zostało ponad 17 tys. wejściówek na to spotkanie, po kolejnym miesiącu liczba ta urosła do 40 tys..

## Obiekty
W połowie czerwca 2021 r. jako miejsca rozgrywania spotkań organizatorzy wytypowali sześć obiektów, z których każdy mieścił ponad 10 tys. widzów, zaś mecz otwarcia zaplanowano na stadionie piłkarskim o pojemności trybun ponad 50 tys. osób. W 2022 r. Deutscher Handballbund ogłosił, że jeden z nich – SAP Garden – nie zostanie ukończony w przewidzianym czasie i rozpoczął poszukiwania nowej hali w jego zastępstwie. Dwa miesiące później potwierdzono, że Monachium pozostanie gospodarzem zawodów, a mecze zostaną rozegrane w Olympiahalle znajdującej się w pobliżu nieukończonego obiektu.
| Düsseldorf          | KoloniaDüsseldorfBerlinHamburgMannheimMonachium | KoloniaDüsseldorfBerlinHamburgMannheimMonachium | KoloniaDüsseldorfBerlinHamburgMannheimMonachium | Mannheim          |
| Merkur Spiel-Arena  | KoloniaDüsseldorfBerlinHamburgMannheimMonachium | KoloniaDüsseldorfBerlinHamburgMannheimMonachium | KoloniaDüsseldorfBerlinHamburgMannheimMonachium | SAP Arena         |
| Pojemność: 54 600   | KoloniaDüsseldorfBerlinHamburgMannheimMonachium | KoloniaDüsseldorfBerlinHamburgMannheimMonachium | KoloniaDüsseldorfBerlinHamburgMannheimMonachium | Pojemność: 13 200 |
|                     | KoloniaDüsseldorfBerlinHamburgMannheimMonachium | KoloniaDüsseldorfBerlinHamburgMannheimMonachium | KoloniaDüsseldorfBerlinHamburgMannheimMonachium |                   |
| Berlin              | KoloniaDüsseldorfBerlinHamburgMannheimMonachium | KoloniaDüsseldorfBerlinHamburgMannheimMonachium | KoloniaDüsseldorfBerlinHamburgMannheimMonachium | Monachium         |
| Mercedes-Benz Arena | KoloniaDüsseldorfBerlinHamburgMannheimMonachium | KoloniaDüsseldorfBerlinHamburgMannheimMonachium | KoloniaDüsseldorfBerlinHamburgMannheimMonachium | Olympiahalle      |
| Pojemność: 14 800   | KoloniaDüsseldorfBerlinHamburgMannheimMonachium | KoloniaDüsseldorfBerlinHamburgMannheimMonachium | KoloniaDüsseldorfBerlinHamburgMannheimMonachium | Pojemność: 12 150 |
|                     | KoloniaDüsseldorfBerlinHamburgMannheimMonachium | KoloniaDüsseldorfBerlinHamburgMannheimMonachium | KoloniaDüsseldorfBerlinHamburgMannheimMonachium |                   |
| Kolonia             | KoloniaDüsseldorfBerlinHamburgMannheimMonachium | KoloniaDüsseldorfBerlinHamburgMannheimMonachium | KoloniaDüsseldorfBerlinHamburgMannheimMonachium | Hamburg           |
| Lanxess Arena       | KoloniaDüsseldorfBerlinHamburgMannheimMonachium | KoloniaDüsseldorfBerlinHamburgMannheimMonachium | KoloniaDüsseldorfBerlinHamburgMannheimMonachium | Barclaycard Arena |
| Pojemność: 19 750   | KoloniaDüsseldorfBerlinHamburgMannheimMonachium | KoloniaDüsseldorfBerlinHamburgMannheimMonachium | KoloniaDüsseldorfBerlinHamburgMannheimMonachium | Pojemność: 13 300 |
|                     | KoloniaDüsseldorfBerlinHamburgMannheimMonachium | KoloniaDüsseldorfBerlinHamburgMannheimMonachium | KoloniaDüsseldorfBerlinHamburgMannheimMonachium |                   |

## Zespoły
| Reprezentacja        | Podstawa kwalifikacyjna              | Mistrzostwa Europy 2022 |
| -------------------- | ------------------------------------ | ----------------------- |
| Niemcy               | Gospodarz                            | 7. miejsce              |
| Szwecja              | Mistrzostwa Europy 2022 – 1. miejsce | 1. miejsce              |
| Hiszpania            | Mistrzostwa Europy 2022 – 2. miejsce | 2. miejsce              |
| Dania                | Mistrzostwa Europy 2022 – 3. miejsce | 3. miejsce              |
| Portugalia           | 1. miejsce w 1 grupie eliminacyjnej  | 19. miejsce             |
| Macedonia Północna   | 2. miejsce w 1 grupie eliminacyjnej  | 22. miejsce             |
| Norwegia             | 1. miejsce w 2 grupie eliminacyjnej  | 5. miejsce              |
| Serbia               | 2. miejsce w 2 grupie eliminacyjnej  | 14. miejsce             |
| Islandia             | 1. miejsce w 3 grupie eliminacyjnej  | 6. miejsce              |
| Czechy               | 2. miejsce w 3 grupie eliminacyjnej  | 13. miejsce             |
| Austria              | 1. miejsce w 4 grupie eliminacyjnej  | 20. miejsce             |
| Rumunia              | 2. miejsce w 4 grupie eliminacyjnej  | –                       |
| Holandia             | 1. miejsce w 5 grupie eliminacyjnej  | 10. miejsce             |
| Chorwacja            | 2. miejsce w 5 grupie eliminacyjnej  | 8. miejsce              |
| Węgry                | 1. miejsce w 6 grupie eliminacyjnej  | 15. miejsce             |
| Szwajcaria           | 2. miejsce w 6 grupie eliminacyjnej  | –                       |
| Słowenia             | 1. miejsce w 7 grupie eliminacyjnej  | 16. miejsce             |
| Bośnia i Hercegowina | 2. miejsce w 7 grupie eliminacyjnej  | 23. miejsce             |
| Francja              | 1. miejsce w 8 grupie eliminacyjnej  | 4. miejsce              |
| Polska               | 2. miejsce w 8 grupie eliminacyjnej  | 12. miejsce             |
| Czarnogóra           | Ranking drużyn z trzecich miejsc     | 11. miejsce             |
| Wyspy Owcze          | Ranking drużyn z trzecich miejsc     | –                       |
| Grecja               | Ranking drużyn z trzecich miejsc     | –                       |
| Gruzja               | Ranking drużyn z trzecich miejsc     | –                       |

## Losowanie grup
Jeszcze w trakcie trwania eliminacji organizatorzy ogłosili procedurę losowania grup turnieju głównego, zastrzegając sobie prawo do rozstawienia po jednej drużynie w każdej z grup. Losowanie grup zostało zaplanowane na 10 maja 2023 roku w Düsseldorfie. Przed nim drużyny zostały podzielone na cztery koszyki na podstawie wyników osiągniętych podczas Mistrzostw Europy 2022 i eliminacji do ME 2024:
- koszyk 1: medaliści ME 2022; trzy najlepsze drużyny z kwalifikacji
- koszyk 2: Niemcy; pięć pozostałych drużyn, które zajęły 1. miejsca w kwalifikacjach
- koszyk 3: sześć drużyn, które zajęły 2. miejsca w kwalifikacjach
- koszyk 4: dwie drużyny, które zajęły 2. miejsca w kwalifikacjach; cztery zespoły spośród tych, które zajęły 3. miejsce w kwalifikacjach.

| Koszyk 1  |
| --------- |
| Szwecja   |
| Hiszpania |
| Dania     |
| Francja   |
| Norwegia  |
| Islandia  |

| Koszyk 2   |
| ---------- |
| Niemcy     |
| Holandia   |
| Węgry      |
| Słowenia   |
| Portugalia |
| Austria    |

| Koszyk 3             |
| -------------------- |
| Chorwacja            |
| Bośnia i Hercegowina |
| Polska               |
| Czechy               |
| Serbia               |
| Macedonia Północna   |

| Koszyk 4    |
| ----------- |
| Szwajcaria  |
| Rumunia     |
| Czarnogóra  |
| Grecja      |
| Gruzja      |
| Wyspy Owcze |

W wyniku transmitowanego w Internecie losowania, które przeprowadzili Lars Christiansen, Joël Abati, Julen Aguinagalde i Dominik Klein, wyłonionych zostało sześć czterozespołowych grup pierwszej fazy turnieju.
| Grupa A Düsseldorf/Berlin |
| ------------------------- |
| Francja                   |
| Niemcy                    |
| Macedonia Północna        |
| Szwajcaria                |

| Grupa B Mannheim |
| ---------------- |
| Hiszpania        |
| Austria          |
| Chorwacja        |
| Rumunia          |

| Grupa C Monachium |
| ----------------- |
| Islandia          |
| Węgry             |
| Serbia            |
| Czarnogóra        |

| Grupa D Berlin |
| -------------- |
| Norwegia       |
| Słowenia       |
| Polska         |
| Wyspy Owcze    |

| Grupa E Mannheim     |
| -------------------- |
| Szwecja              |
| Holandia             |
| Bośnia i Hercegowina |
| Gruzja               |

| Grupa F Monachium |
| ----------------- |
| Dania             |
| Portugalia        |
| Czechy            |
| Grecja            |

## Sędziowie
Listę osiemnastu par sędziowskich wyznaczonych do czuwania nad przebiegiem zawodów EHF opublikowała 25 września 2023 roku zaznaczając jednocześnie, że liczba ta będzie zmniejszona w kolejnych fazach turnieju.
- Amar Konjičanin i Dino Konjičanin
- Václav Horáček i Jiří Novotný
- Ivan Pavićević i Miloš Ražnatović
- Mads Hansen i Jesper Madsen
- Charlotte Bonaventura i Julie Bonaventura
- Karim Gasmi i Raouf Gasmi
- Andreu Marín i Ignacio García
- Jónas Elíasson i Anton Pálsson
- Vaidas Mažeika i Mindaugas Gatelis
- Sławe Nikołow i Ǵorǵi Naczewski
- Maike Merz i Tanja Kuttler
- Robert Schulze i Tobias Tönnies
- Igor Covalciuc i Alexei Covalciuc
- Lars Jørum i Håvard Kleven
- Daniel Martins i Roberto Martins
- Bojan Lah i David Sok
- Arthur Brunner i Morad Salah
- Mirza Kurtagic i Mattias Wetterwik

## Faza wstępna

### Grupa A
| Lp. | Drużyna                | M | Z | R | P | B+ | B-  | +/– | Pkt | Kwalifikacja    |
| --- | ---------------------- | - | - | - | - | -- | --- | --- | --- | --------------- |
| 1   | Francja (A)            | 3 | 2 | 1 | 0 | 98 | 85  | +13 | 5   | Faza zasadnicza |
| 2   | Niemcy (H, A)          | 3 | 2 | 0 | 1 | 91 | 72  | +19 | 4   | Faza zasadnicza |
| 3   | Macedonia Północna (E) | 3 | 1 | 0 | 2 | 83 | 100 | −17 | 2   |                 |
| 4   | Szwajcaria (E)         | 3 | 0 | 1 | 2 | 67 | 82  | −15 | 1   |                 |

| 10 stycznia 202418:00 | Francja       | 39:29(17:13) | Macedonia Północna | Merkur Spiel-Arena, Düsseldorf Widzów: 53 586 Sędzia: Mirza Kurtagic, Mattias Wetterwik |
| 10 stycznia 202418:00 | Hugo Descat 7 | 39:29(17:13) | 7 Żarko Peszewski  | Merkur Spiel-Arena, Düsseldorf Widzów: 53 586 Sędzia: Mirza Kurtagic, Mattias Wetterwik |

| 10 stycznia 202420:45 | Niemcy       | 27:14(13:8) | Szwajcaria    | Merkur Spiel-Arena, Düsseldorf Widzów: 53 586 Sędzia: Mads Hansen, Jesper Madsen |
| 10 stycznia 202420:45 | Juri Knorr 6 | 27:14(13:8) | 4 Lenny Rubin | Merkur Spiel-Arena, Düsseldorf Widzów: 53 586 Sędzia: Mads Hansen, Jesper Madsen |
| 10 stycznia 202420:45 | 2× · 1×      | 27:14(13:8) | 3× · 1×       | Merkur Spiel-Arena, Düsseldorf Widzów: 53 586 Sędzia: Mads Hansen, Jesper Madsen |

| 14 stycznia 202418:00 | Szwajcaria    | 26:26(14:14) | Francja     | Mercedes-Benz Arena, Berlin Widzów: 13 571 Sędzia: A. Konjičanin, D. Konjičanin |
| 14 stycznia 202418:00 | Lukas Laube 6 | 26:26(14:14) | 10 Dika Mem | Mercedes-Benz Arena, Berlin Widzów: 13 571 Sędzia: A. Konjičanin, D. Konjičanin |
| 14 stycznia 202418:00 | 3× · 1×       | 26:26(14:14) | 2× · 1×     | Mercedes-Benz Arena, Berlin Widzów: 13 571 Sędzia: A. Konjičanin, D. Konjičanin |

| 14 stycznia 202420:30 | Macedonia Północna | 25:34(13:18) | Niemcy        | Mercedes-Benz Arena, Berlin Widzów: 13 571 Sędzia: D. Martins, R. Martins |
| 14 stycznia 202420:30 | Nenad Kosteski 6   | 25:34(13:18) | 10 Juri Knorr | Mercedes-Benz Arena, Berlin Widzów: 13 571 Sędzia: D. Martins, R. Martins |
| 14 stycznia 202420:30 | 5×                 | 25:34(13:18) | 1×            | Mercedes-Benz Arena, Berlin Widzów: 13 571 Sędzia: D. Martins, R. Martins |

| 16 stycznia 202418:00 | Macedonia Północna             | 29:27(13:9) | Szwajcaria     | Mercedes-Benz Arena, Berlin Widzów: 13.571 Sędzia: I. Covalciuc, A. Covalciuc |
| 16 stycznia 202418:00 | Nenad Kosteski 5 Marko Mitev 5 | 29:27(13:9) | 12 Andy Schmid | Mercedes-Benz Arena, Berlin Widzów: 13.571 Sędzia: I. Covalciuc, A. Covalciuc |
| 16 stycznia 202418:00 | 2× · 1×                        | 29:27(13:9) | 1×             | Mercedes-Benz Arena, Berlin Widzów: 13.571 Sędzia: I. Covalciuc, A. Covalciuc |

| 16 stycznia 202420:30 | Francja                  | 33:30(17:15) | Niemcy       | Mercedes-Benz Arena, Berlin Widzów: 13 571 Sędzia: Horáček, Novotný |
| 16 stycznia 202420:30 | Kentin Mahé 5 Dika Mem 5 | 33:30(17:15) | 8 Juri Knorr | Mercedes-Benz Arena, Berlin Widzów: 13 571 Sędzia: Horáček, Novotný |
| 16 stycznia 202420:30 | 2×                       | 33:30(17:15) | 2× · 1×      | Mercedes-Benz Arena, Berlin Widzów: 13 571 Sędzia: Horáček, Novotný |

### Grupa B
| Lp. | Drużyna       | M | Z | R | P | B+ | B- | +/– | Pkt | Kwalifikacja    |
| --- | ------------- | - | - | - | - | -- | -- | --- | --- | --------------- |
| 1   | Chorwacja (A) | 3 | 2 | 1 | 0 | 98 | 82 | +16 | 5   | Faza zasadnicza |
| 2   | Austria (A)   | 3 | 1 | 2 | 0 | 92 | 85 | +7  | 4   | Faza zasadnicza |
| 3   | Hiszpania (E) | 3 | 1 | 1 | 1 | 98 | 96 | +2  | 3   |                 |
| 4   | Rumunia (E)   | 3 | 0 | 0 | 3 | 73 | 98 | −25 | 0   |                 |

| 12 stycznia 202418:00 | Austria             | 31:24(15:14) | Rumunia          | SAP Arena, Mannheim Widzów: 13293 Sędzia: Lars Jørum, Håvard Kleven |
| 12 stycznia 202418:00 | Sebastian Frimmel 6 | 31:24(15:14) | 6 Demis Grigoraș | SAP Arena, Mannheim Widzów: 13293 Sędzia: Lars Jørum, Håvard Kleven |
| 12 stycznia 202418:00 | 2×                  | 31:24(15:14) | 3× · 1× · 2×     | SAP Arena, Mannheim Widzów: 13293 Sędzia: Lars Jørum, Håvard Kleven |

| 12 stycznia 202420:30 | Hiszpania     | 29:39(14:18) | Chorwacja                          | SAP Arena, Mannheim Widzów: 13293 Sędzia: Václav Horáček, Jiří Novotný |
| 12 stycznia 202420:30 | Aleix Gómez 8 | 29:39(14:18) | 8 Ivan Martinović 8 Mario Šoštarič | SAP Arena, Mannheim Widzów: 13293 Sędzia: Václav Horáček, Jiří Novotný |
| 12 stycznia 202420:30 | 1×            | 29:39(14:18) | 2×                                 | SAP Arena, Mannheim Widzów: 13293 Sędzia: Václav Horáček, Jiří Novotný |

| 14 stycznia 202418:00 | Rumunia                     | 24:36(12:17) | Hiszpania     | SAP Arena, Mannheim Widzów: 13 293 Sędzia: Lah, Sok |
| 14 stycznia 202418:00 | Cǎlin Dedu 4 Ionuț Nistor 4 | 24:36(12:17) | 8 Aleix Gómez | SAP Arena, Mannheim Widzów: 13 293 Sędzia: Lah, Sok |
| 14 stycznia 202418:00 | 3×                          | 24:36(12:17) | 4× · 1×       | SAP Arena, Mannheim Widzów: 13 293 Sędzia: Lah, Sok |

| 14 stycznia 202420:30 | Chorwacja        | 28:28(14:12) | Austria        | SAP Arena, Mannheim Widzów: 13 293 Sędzia: Hansen, Madsen |
| 14 stycznia 202420:30 | Mario Šoštarič 6 | 28:28(14:12) | Nikola Bilyk 7 | SAP Arena, Mannheim Widzów: 13 293 Sędzia: Hansen, Madsen |
| 14 stycznia 202420:30 | 3×               | 28:28(14:12) | 4× · 1×        | SAP Arena, Mannheim Widzów: 13 293 Sędzia: Hansen, Madsen |

| 16 stycznia 202418:00 | Chorwacja            | 31:25(16:12) | Rumunia                | SAP Arena, Mannheim Widzów: 13 293 Sędzia: A. Konjičanin, D. Konjičanin |
| 16 stycznia 202418:00 | Luka Lovre Klarica 7 | 31:25(16:12) | Andrei Nicușor Negru 9 | SAP Arena, Mannheim Widzów: 13 293 Sędzia: A. Konjičanin, D. Konjičanin |
| 16 stycznia 202418:00 | 3× · 1× · 1×         | 31:25(16:12) | 5× · 1×                | SAP Arena, Mannheim Widzów: 13 293 Sędzia: A. Konjičanin, D. Konjičanin |

| 16 stycznia 202420:30 | Hiszpania     | 33:33(15:17) | Austria        | SAP Arena, Mannheim Widzów: 13 293 Sędzia: Mažeika, Gatelis |
| 16 stycznia 202420:30 | Aleix Gómez 8 | 33:33(15:17) | 8 Nikola Bilyk | SAP Arena, Mannheim Widzów: 13 293 Sędzia: Mažeika, Gatelis |
| 16 stycznia 202420:30 | 4× · 1× · 1×  | 33:33(15:17) | 4× · 1×        | SAP Arena, Mannheim Widzów: 13 293 Sędzia: Mažeika, Gatelis |

### Grupa C
| Lp. | Drużyna        | M | Z | R | P | B+ | B- | +/– | Pkt | Kwalifikacja    |
| --- | -------------- | - | - | - | - | -- | -- | --- | --- | --------------- |
| 1   | Węgry (A)      | 3 | 3 | 0 | 0 | 87 | 76 | +11 | 6   | Faza zasadnicza |
| 2   | Islandia (A)   | 3 | 1 | 1 | 1 | 83 | 90 | −7  | 3   | Faza zasadnicza |
| 3   | Czarnogóra (E) | 3 | 1 | 0 | 2 | 84 | 86 | −2  | 2   |                 |
| 4   | Serbia (E)     | 3 | 0 | 1 | 2 | 83 | 85 | −2  | 1   |                 |

| 12 stycznia 202418:00 | Islandia             | 27:27(11:10) | Serbia              | Olympiahalle, Monachium Widzów: 12128 Sędzia: Daniel Martins, Roberto Martins |
| 12 stycznia 202418:00 | Bjarki Már Elísson 7 | 27:27(11:10) | 5 Dragan Pechmalbec | Olympiahalle, Monachium Widzów: 12128 Sędzia: Daniel Martins, Roberto Martins |
| 12 stycznia 202418:00 | 1× · 1×              | 27:27(11:10) | 4× · 1×             | Olympiahalle, Monachium Widzów: 12128 Sędzia: Daniel Martins, Roberto Martins |

| 12 stycznia 202420:30 | Węgry           | 26:24(14:14) | Czarnogóra                           | Olympiahalle, Monachium Widzów: 12128 Sędzia: Igor Covalciuc, Alexei Covalciuc |
| 12 stycznia 202420:30 | Bence Bánhidi 6 | 26:24(14:14) | 6 Vuko Borozan 6 Arsenije Dragašević | Olympiahalle, Monachium Widzów: 12128 Sędzia: Igor Covalciuc, Alexei Covalciuc |
| 12 stycznia 202420:30 | 1× · 1×         | 26:24(14:14) | 5× · 1×                              | Olympiahalle, Monachium Widzów: 12128 Sędzia: Igor Covalciuc, Alexei Covalciuc |

| 14 stycznia 202418:00 | Czarnogóra     | 30:31(15:17) | Islandia              | Olympiahalle, Monachium Widzów: 12128 Sędzia: Mažeika, Gatelis |
| 14 stycznia 202418:00 | Vuko Borozan 5 | 30:31(15:17) | 7 Ómar Ingi Magnússon | Olympiahalle, Monachium Widzów: 12128 Sędzia: Mažeika, Gatelis |
| 14 stycznia 202418:00 | 6× · 1×        | 30:31(15:17) | 4×                    | Olympiahalle, Monachium Widzów: 12128 Sędzia: Mažeika, Gatelis |

| 14 stycznia 202420:30 | Serbia                            | 27:28(13:14) | Węgry           | Olympiahalle, Monachium Widzów: 12128 Sędzia: Jørum, Kleven |
| 14 stycznia 202420:30 | Nemanja Ilić 5 Vukašin Vorkapić 5 | 27:28(13:14) | 9 Bence Bánhidi | Olympiahalle, Monachium Widzów: 12128 Sędzia: Jørum, Kleven |
| 14 stycznia 202420:30 | 6×                                | 27:28(13:14) | 4×              | Olympiahalle, Monachium Widzów: 12128 Sędzia: Jørum, Kleven |

| 16 stycznia 202418:00 | Serbia        | 29:30(14:15) | Czarnogóra       | Olympiahalle, Monachium Widzów: 12.128 Sędzia: Kurtagic, Wetterwik |
| 16 stycznia 202418:00 | Lazar Kukić 7 | 29:30(14:15) | 8 Branko Vujović | Olympiahalle, Monachium Widzów: 12.128 Sędzia: Kurtagic, Wetterwik |
| 16 stycznia 202418:00 | 4×            | 29:30(14:15) | 4× · 1×          | Olympiahalle, Monachium Widzów: 12.128 Sędzia: Kurtagic, Wetterwik |

| 16 stycznia 202420:30 | Islandia             | 25:33(13:15) | Węgry                        | Olympiahalle, Monachium Widzów: 12 128 Sędzia: Lah, Sok |
| 16 stycznia 202420:30 | Viggó Kristjánsson 8 | 25:33(13:15) | 5 Egon Hanusz 5 Zoltán Szita | Olympiahalle, Monachium Widzów: 12 128 Sędzia: Lah, Sok |
| 16 stycznia 202420:30 | 4×                   | 25:33(13:15) | 5× · 1×                      | Olympiahalle, Monachium Widzów: 12 128 Sędzia: Lah, Sok |

### Grupa D
| Lp. | Drużyna         | M | Z | R | P | B+ | B- | +/– | Pkt | Kwalifikacja    |
| --- | --------------- | - | - | - | - | -- | -- | --- | --- | --------------- |
| 1   | Słowenia (A)    | 3 | 3 | 0 | 0 | 92 | 81 | +11 | 6   | Faza zasadnicza |
| 2   | Norwegia (A)    | 3 | 1 | 1 | 1 | 85 | 75 | +10 | 3   | Faza zasadnicza |
| 3   | Polska (E)      | 3 | 1 | 0 | 2 | 78 | 92 | −14 | 2   |                 |
| 4   | Wyspy Owcze (E) | 3 | 0 | 1 | 2 | 83 | 90 | −7  | 1   |                 |

| 11 stycznia 202418:00 | Słowenia     | 32:29(13:13) | Wyspy Owcze                  | Mercedes-Benz Arena, Berlin Widzów: 11 625 Sędzia: Robert Schulze, Tobias Tönnies |
| 11 stycznia 202418:00 | Aleks Vlah 8 | 32:29(13:13) | 9 Elias Ellefsen á Skipagøtu | Mercedes-Benz Arena, Berlin Widzów: 11 625 Sędzia: Robert Schulze, Tobias Tönnies |
| 11 stycznia 202418:00 | 5× · 2×      | 32:29(13:13) | 3× · 1×                      | Mercedes-Benz Arena, Berlin Widzów: 11 625 Sędzia: Robert Schulze, Tobias Tönnies |

| 11 stycznia 202420:30 | Norwegia         | 32:21(15:10) | Polska         | Mercedes-Benz Arena, Berlin Widzów: 11 625 Sędzia: Ivan Pavićević, Miloš Ražnatović |
| 11 stycznia 202420:30 | Sander Sagosen 6 | 32:21(15:10) | 5 Szymon Sićko | Mercedes-Benz Arena, Berlin Widzów: 11 625 Sędzia: Ivan Pavićević, Miloš Ražnatović |
| 11 stycznia 202420:30 | 1×               | 32:21(15:10) | 3× · 1×        | Mercedes-Benz Arena, Berlin Widzów: 11 625 Sędzia: Ivan Pavićević, Miloš Ražnatović |

| 13 stycznia 202418:00 | Polska              | 25:32(14:20) | Słowenia        | Mercedes-Benz Arena, Berlin Widzów: 13 571 Sędzia: Slave Nikolov, Gjorgji Nachevski |
| 13 stycznia 202418:00 | trzech zawodników 4 | 25:32(14:20) | 6 Gašper Marguč | Mercedes-Benz Arena, Berlin Widzów: 13 571 Sędzia: Slave Nikolov, Gjorgji Nachevski |
| 13 stycznia 202418:00 | 1×                  | 25:32(14:20) | 3× · 1×         | Mercedes-Benz Arena, Berlin Widzów: 13 571 Sędzia: Slave Nikolov, Gjorgji Nachevski |

| 13 stycznia 202420:30 | Wyspy Owcze                                        | 26:26(12:13) | Norwegia          | Mercedes-Benz Arena, Berlin Widzów: 13 571 Sędzia: Arthur Brunner, Morad Salah |
| 13 stycznia 202420:30 | Elias Ellefsen á Skipagøtu 5 Teis Horn Rasmussen 5 | 26:26(12:13) | 8 Alexander Blonz | Mercedes-Benz Arena, Berlin Widzów: 13 571 Sędzia: Arthur Brunner, Morad Salah |
| 13 stycznia 202420:30 | 6× · 2×                                            | 26:26(12:13) | 5× · 1× · 1×      | Mercedes-Benz Arena, Berlin Widzów: 13 571 Sędzia: Arthur Brunner, Morad Salah |

| 15 stycznia 202418:00 | Polska          | 32:28(15:15) | Wyspy Owcze             | Mercedes-Benz Arena, Berlin Widzów: 13 321 Sędzia: Andreu Marín, Ignacio García |
| 15 stycznia 202418:00 | Szymon Sićko 10 | 32:28(15:15) | 10 Hákun West Av Teigum | Mercedes-Benz Arena, Berlin Widzów: 13 321 Sędzia: Andreu Marín, Ignacio García |
| 15 stycznia 202418:00 | 7× · 2×         | 32:28(15:15) | 5×                      | Mercedes-Benz Arena, Berlin Widzów: 13 321 Sędzia: Andreu Marín, Ignacio García |

| 15 stycznia 202420:30 | Norwegia         | 27:28(17:17) | Słowenia     | Mercedes-Benz Arena, Berlin Widzów: 13 336 Sędzia: Charlotte Bonaventura, Julie Bonaventura |
| 15 stycznia 202420:30 | Sander Sagosen 6 | 27:28(17:17) | 7 Aleks Vlah | Mercedes-Benz Arena, Berlin Widzów: 13 336 Sędzia: Charlotte Bonaventura, Julie Bonaventura |
| 15 stycznia 202420:30 | 3×               | 27:28(17:17) | 9× · 2×      | Mercedes-Benz Arena, Berlin Widzów: 13 336 Sędzia: Charlotte Bonaventura, Julie Bonaventura |

### Grupa E
| Lp. | Drużyna                  | M | Z | R | P | B+  | B- | +/– | Pkt | Kwalifikacja    |
| --- | ------------------------ | - | - | - | - | --- | -- | --- | --- | --------------- |
| 1   | Szwecja (A)              | 3 | 3 | 0 | 0 | 100 | 74 | +26 | 6   | Faza zasadnicza |
| 2   | Holandia (A)             | 3 | 2 | 0 | 1 | 98  | 78 | +20 | 4   | Faza zasadnicza |
| 3   | Gruzja (E)               | 3 | 1 | 0 | 2 | 77  | 95 | −18 | 2   |                 |
| 4   | Bośnia i Hercegowina (E) | 3 | 0 | 0 | 3 | 59  | 87 | −28 | 0   |                 |

| 11 stycznia 202418:00 | Holandia                          | 34:29(19:12) | Gruzja                 | SAP Arena, Mannheim Widzów: 10 878 Sędzia: Andreu Marín, Ignacio García |
| 11 stycznia 202418:00 | Dani Baijens 6 Rutger ten Velde 6 | 34:29(19:12) | 9 Giorgi Tskhovrebadze | SAP Arena, Mannheim Widzów: 10 878 Sędzia: Andreu Marín, Ignacio García |
| 11 stycznia 202418:00 | 5× · 1×                           | 34:29(19:12) | 4×                     | SAP Arena, Mannheim Widzów: 10 878 Sędzia: Andreu Marín, Ignacio García |

| 11 stycznia 202420:30 | Szwecja        | 29:20(14:7) | Bośnia i Hercegowina | SAP Arena, Mannheim Widzów: 10 903 Sędzia: Maike Merz, Tanja Kuttler |
| 11 stycznia 202420:30 | Hampus Wanne 9 | 29:20(14:7) | 4 Adin Faljić        | SAP Arena, Mannheim Widzów: 10 903 Sędzia: Maike Merz, Tanja Kuttler |
| 11 stycznia 202420:30 | 2×             | 29:20(14:7) | 1× · 1×              | SAP Arena, Mannheim Widzów: 10 903 Sędzia: Maike Merz, Tanja Kuttler |

| 13 stycznia 202418:00 | Bośnia i Hercegowina | 20:36(7:17) | Holandia           | SAP Arena, Mannheim Widzów: 13293 Sędzia: Jónas Elíasson, Anton Pálsson |
| 13 stycznia 202418:00 | Marko Davidović 4    | 20:36(7:17) | 9 Rutger ten Velde | SAP Arena, Mannheim Widzów: 13293 Sędzia: Jónas Elíasson, Anton Pálsson |
| 13 stycznia 202418:00 | 6×                   | 20:36(7:17) | 4× · 1×            | SAP Arena, Mannheim Widzów: 13293 Sędzia: Jónas Elíasson, Anton Pálsson |

| 13 stycznia 202420:30 | Gruzja                | 26:42(9:23) | Szwecja              | SAP Arena, Mannheim Widzów: 13293 Sędzia: Ivan Pavićević, Miloš Ražnatović |
| 13 stycznia 202420:30 | Erekle Arsenashvili 6 | 26:42(9:23) | 7 Sebastian Karlsson | SAP Arena, Mannheim Widzów: 13293 Sędzia: Ivan Pavićević, Miloš Ražnatović |
| 13 stycznia 202420:30 | 2×                    | 26:42(9:23) | 2×                   | SAP Arena, Mannheim Widzów: 13293 Sędzia: Ivan Pavićević, Miloš Ražnatović |

| 15 stycznia 202418:00 | Bośnia i Hercegowina | 19:22(9:9) | Gruzja                | SAP Arena, Mannheim Widzów: 13 196 Sędzia: Karim Gasmi, Raouf Gasmi |
| 15 stycznia 202418:00 | Marko Panić 7        | 19:22(9:9) | 7 Giorgi Cchowrebadze | SAP Arena, Mannheim Widzów: 13 196 Sędzia: Karim Gasmi, Raouf Gasmi |
| 15 stycznia 202418:00 | 2× · 1×              | 19:22(9:9) | 1×                    | SAP Arena, Mannheim Widzów: 13 196 Sędzia: Karim Gasmi, Raouf Gasmi |

| 15 stycznia 202420:30 | Szwecja                      | 29:28(15:15) | Holandia     | SAP Arena, Mannheim Widzów: 13 203 Sędzia: Slave Nikolov, Gjorgji Nachevski |
| 15 stycznia 202420:30 | Felix Claar 5 Hampus Wanne 5 | 29:28(15:15) | Luc Steins 6 | SAP Arena, Mannheim Widzów: 13 203 Sędzia: Slave Nikolov, Gjorgji Nachevski |
| 15 stycznia 202420:30 | 4×                           | 29:28(15:15) | 2× · 1×      | SAP Arena, Mannheim Widzów: 13 203 Sędzia: Slave Nikolov, Gjorgji Nachevski |

### Grupa F
| Lp. | Drużyna        | M | Z | R | P | B+  | B-  | +/– | Pkt | Kwalifikacja    |
| --- | -------------- | - | - | - | - | --- | --- | --- | --- | --------------- |
| 1   | Dania (A)      | 3 | 3 | 0 | 0 | 100 | 69  | +31 | 6   | Faza zasadnicza |
| 2   | Portugalia (A) | 3 | 2 | 0 | 1 | 88  | 88  | 0   | 4   | Faza zasadnicza |
| 3   | Czechy (E)     | 3 | 1 | 0 | 2 | 70  | 73  | −3  | 2   |                 |
| 4   | Grecja (E)     | 3 | 0 | 0 | 3 | 72  | 100 | −28 | 0   |                 |

| 11 stycznia 202418:00 | Portugalia        | 31:24(18:14) | Grecja              | Olympiahalle, Monachium Widzów: 11 607 Sędzia: Charlotte Bonaventura, Julie Bonaventura |
| 11 stycznia 202418:00 | Francisco Costa 6 | 31:24(18:14) | 5 trzech zawodników | Olympiahalle, Monachium Widzów: 11 607 Sędzia: Charlotte Bonaventura, Julie Bonaventura |
| 11 stycznia 202418:00 | 2×                | 31:24(18:14) | 2× · 1×             | Olympiahalle, Monachium Widzów: 11 607 Sędzia: Charlotte Bonaventura, Julie Bonaventura |

| 11 stycznia 202420:30 | Dania           | 23:14(9:9) | Czechy           | Olympiahalle, Monachium Widzów: 11 615 Sędzia: Karim Gasmi, Raouf Gasmi |
| 11 stycznia 202420:30 | Mikkel Hansen 5 | 23:14(9:9) | 4 Vojtěch Patzel | Olympiahalle, Monachium Widzów: 11 615 Sędzia: Karim Gasmi, Raouf Gasmi |
| 11 stycznia 202420:30 | 3× · 1×         | 23:14(9:9) | 3×               | Olympiahalle, Monachium Widzów: 11 615 Sędzia: Karim Gasmi, Raouf Gasmi |

| 13 stycznia 202418:00 | Czechy        | 27:30(7:13) | Portugalia      | Olympiahalle, Monachium Widzów: 12 128 Sędzia: Robert Schulze, Tobias Tönnies |
| 13 stycznia 202418:00 | Matěj Klíma 8 | 27:30(7:13) | 11 Martim Costa | Olympiahalle, Monachium Widzów: 12 128 Sędzia: Robert Schulze, Tobias Tönnies |
| 13 stycznia 202418:00 | 2× · 2× · 1×  | 27:30(7:13) | 7×              | Olympiahalle, Monachium Widzów: 12 128 Sędzia: Robert Schulze, Tobias Tönnies |

| 13 stycznia 202420:30 | Grecja                                | 28:40(13:20) | Dania               | Olympiahalle, Monachium Widzów: 12 128 Sędzia: Maike Merz, Tanja Kuttler |
| 13 stycznia 202420:30 | Theodoros Boskos 4 Christos Kederis 4 | 28:40(13:20) | 10 Michael Damgaard | Olympiahalle, Monachium Widzów: 12 128 Sędzia: Maike Merz, Tanja Kuttler |
| 13 stycznia 202420:30 | 5×                                    | 28:40(13:20) | 2×                  | Olympiahalle, Monachium Widzów: 12 128 Sędzia: Maike Merz, Tanja Kuttler |

| 15 stycznia 202418:00 | Czechy         | 29:20(15:8) | Grecja             | Olympiahalle, Monachium Widzów: 12 128 Sędzia: Jónas Elíasson, Anton Pálsson |
| 15 stycznia 202418:00 | Jakub Štěrba 7 | 29:20(15:8) | 5 Christos Kederis | Olympiahalle, Monachium Widzów: 12 128 Sędzia: Jónas Elíasson, Anton Pálsson |
| 15 stycznia 202418:00 | 4×             | 29:20(15:8) | 5×                 | Olympiahalle, Monachium Widzów: 12 128 Sędzia: Jónas Elíasson, Anton Pálsson |

| 15 stycznia 202420:30 | Dania             | 37:27(17:15) | Portugalia     | Olympiahalle, Monachium Widzów: 12 128 Sędzia: Arthur Brunner, Morad Salah |
| 15 stycznia 202420:30 | Mathias Gidsel 11 | 37:27(17:15) | 9 Martim Costa | Olympiahalle, Monachium Widzów: 12 128 Sędzia: Arthur Brunner, Morad Salah |
| 15 stycznia 202420:30 | 2× · 1×           | 37:27(17:15) | 5× · 1×        | Olympiahalle, Monachium Widzów: 12 128 Sędzia: Arthur Brunner, Morad Salah |

## Faza zasadnicza

### Grupa I
| Lp. | Drużyna       | M | Z | R | P | B+  | B-  | +/– | Pkt | Kwalifikacja      |
| --- | ------------- | - | - | - | - | --- | --- | --- | --- | ----------------- |
| 1   | Francja (A)   | 5 | 5 | 0 | 0 | 174 | 154 | +20 | 10  | Półfinały         |
| 2   | Niemcy (H, A) | 5 | 2 | 1 | 2 | 137 | 137 | 0   | 5   | Półfinały         |
| 3   | Węgry         | 5 | 2 | 0 | 3 | 151 | 151 | 0   | 4   | Mecz o 5. miejsce |
| 4   | Austria (E)   | 5 | 1 | 2 | 2 | 132 | 138 | −6  | 4   |                   |
| 5   | Islandia (E)  | 5 | 2 | 0 | 3 | 142 | 152 | −10 | 4   |                   |
| 6   | Chorwacja (E) | 5 | 1 | 1 | 3 | 146 | 150 | −4  | 3   |                   |

| 18 stycznia 202415:30 | Węgry                 | 29:30(17:17) | Austria        | Lanxess Arena, Kolonia Widzów: 19 750 Sędzia: D. Martins, R. Martins |
| 18 stycznia 202415:30 | czterech zawodników 4 | 29:30(17:17) | 8 Nikola Bilyk | Lanxess Arena, Kolonia Widzów: 19 750 Sędzia: D. Martins, R. Martins |
| 18 stycznia 202415:30 | 2×                    | 29:30(17:17) | 4× · 1×        | Lanxess Arena, Kolonia Widzów: 19 750 Sędzia: D. Martins, R. Martins |

| 18 stycznia 202418:00 | Francja    | 34:32(18:18) | Chorwacja       | Lanxess Arena, Kolonia Widzów: 19 750 Sędzia: Jørum, Kleven |
| 18 stycznia 202418:00 | Dika Mem 6 | 34:32(18:18) | 6 Zvonimir Srna | Lanxess Arena, Kolonia Widzów: 19 750 Sędzia: Jørum, Kleven |
| 18 stycznia 202418:00 | 4× · 1×    | 34:32(18:18) | 5× · 1×         | Lanxess Arena, Kolonia Widzów: 19 750 Sędzia: Jørum, Kleven |

| 18 stycznia 202420:30 | Niemcy       | 26:24(11:10) | Islandia              | Lanxess Arena, Kolonia Widzów: 19 750 Sędzia: Nikolov, Nachevski |
| 18 stycznia 202420:30 | Juri Knorr 6 | 26:24(11:10) | 6 Janus Daði Smárason | Lanxess Arena, Kolonia Widzów: 19 750 Sędzia: Nikolov, Nachevski |
| 18 stycznia 202420:30 | 2× · 1×      | 26:24(11:10) | 2× · 2×               | Lanxess Arena, Kolonia Widzów: 19 750 Sędzia: Nikolov, Nachevski |

| 20 stycznia 202415:30 | Francja                                | 39:32(11:10) | Islandia            | Lanxess Arena, Kolonia Widzów: 19 750 Sędzia: Hansen, Madsen |
| 20 stycznia 202415:30 | Ludovic Fabregas 6 Melvyn Richardson 6 | 39:32(11:10) | 6 trzech zawodników | Lanxess Arena, Kolonia Widzów: 19 750 Sędzia: Hansen, Madsen |
| 20 stycznia 202415:30 | 4×                                     | 39:32(11:10) | 3× · 1×             | Lanxess Arena, Kolonia Widzów: 19 750 Sędzia: Hansen, Madsen |

| 20 stycznia 202418:00 | Węgry        | 29:26(14:13) | Chorwacja                  | Lanxess Arena, Kolonia Widzów: 19 750 Sędzia: Lah, Sok |
| 20 stycznia 202418:00 | Bence Imre 7 | 29:26(14:13) | 5 Filip Glavaš 5 Tin Lučin | Lanxess Arena, Kolonia Widzów: 19 750 Sędzia: Lah, Sok |
| 20 stycznia 202418:00 | 4× · 3×      | 29:26(14:13) | 6× · 1×                    | Lanxess Arena, Kolonia Widzów: 19 750 Sędzia: Lah, Sok |

| 20 stycznia 202420:30 | Niemcy       | 22:22(11:12) | Austria        | Lanxess Arena, Kolonia Widzów: 19 750 Sędzia: Kurtagic, Wetterwik |
| 20 stycznia 202420:30 | Juri Knorr 6 | 22:22(11:12) | 5 Nikola Bilyk | Lanxess Arena, Kolonia Widzów: 19 750 Sędzia: Kurtagic, Wetterwik |
| 20 stycznia 202420:30 | 3× · 1×      | 22:22(11:12) | 3× · 1×        | Lanxess Arena, Kolonia Widzów: 19 750 Sędzia: Kurtagic, Wetterwik |

| 22 stycznia 202415:30 | Chorwacja       | 30:35(18:16) | Islandia             | Lanxess Arena, Kolonia Widzów: 19 750 Sędzia: D. Martins, R. Martins |
| 22 stycznia 202415:30 | Marin Jelinić 5 | 30:35(18:16) | 8 Bjarki Már Elísson | Lanxess Arena, Kolonia Widzów: 19 750 Sędzia: D. Martins, R. Martins |
| 22 stycznia 202415:30 | 5×              | 30:35(18:16) | 1× · 1×              | Lanxess Arena, Kolonia Widzów: 19 750 Sędzia: D. Martins, R. Martins |

| 22 stycznia 202418:00 | Francja                       | 33:28(15:16) | Austria                        | Lanxess Arena, Kolonia Widzów: 19 750 Sędzia: Horáček, Novotný |
| 22 stycznia 202418:00 | Ludovic Fabregas 7 Dika Mem 7 | 33:28(15:16) | 6 Nikola Bilyk 6 Lukas Hutecek | Lanxess Arena, Kolonia Widzów: 19 750 Sędzia: Horáček, Novotný |
| 22 stycznia 202418:00 | 2×                            | 33:28(15:16) | 4×                             | Lanxess Arena, Kolonia Widzów: 19 750 Sędzia: Horáček, Novotný |

| 22 stycznia 202420:30 | Niemcy          | 35:28(18:17) | Węgry                         | Lanxess Arena, Kolonia Widzów: 19 750 Sędzia: Jørum, Kleven |
| 22 stycznia 202420:30 | Julian Köster 8 | 35:28(18:17) | 6 Gábor Ancsin 6 Miklós Rosta | Lanxess Arena, Kolonia Widzów: 19 750 Sędzia: Jørum, Kleven |
| 22 stycznia 202420:30 | 3×              | 35:28(18:17) | 1× · 1×                       | Lanxess Arena, Kolonia Widzów: 19 750 Sędzia: Jørum, Kleven |

| 24 stycznia 202415:30 | Austria         | 24:26(8:14) | Islandia              | Lanxess Arena, Kolonia Widzów: 19 750 Sędzia: Pavićević, Ražnatović |
| 24 stycznia 202415:30 | Tobias Wagner 7 | 24:26(8:14) | 8 Sigvaldi Guðjónsson | Lanxess Arena, Kolonia Widzów: 19 750 Sędzia: Pavićević, Ražnatović |
| 24 stycznia 202415:30 | 3×              | 24:26(8:14) | 4× · 1× · 1×          | Lanxess Arena, Kolonia Widzów: 19 750 Sędzia: Pavićević, Ražnatović |

| 24 stycznia 202418:00 | Francja        | 35:32(20:18) | Węgry                          | Lanxess Arena, Kolonia Widzów: 19 750 Sędzia: Lah, Sok |
| 24 stycznia 202418:00 | Nedim Remili 7 | 35:32(20:18) | 5 Bence Bánhidi 5 Miklós Rosta | Lanxess Arena, Kolonia Widzów: 19 750 Sędzia: Lah, Sok |
| 24 stycznia 202418:00 | 3× · 1×        | 35:32(20:18) | 3×                             | Lanxess Arena, Kolonia Widzów: 19 750 Sędzia: Lah, Sok |

| 24 stycznia 202420:30 | Niemcy                               | 24:30(14:13) | Chorwacja      | Lanxess Arena, Kolonia Widzów: 19 750 Sędzia: Marín, García |
| 24 stycznia 202420:30 | Johannes Golla 4 Sebastian Heymann 4 | 24:30(14:13) | 6 Igor Karačić | Lanxess Arena, Kolonia Widzów: 19 750 Sędzia: Marín, García |
| 24 stycznia 202420:30 | 2× · 1×                              | 24:30(14:13) | 3×             | Lanxess Arena, Kolonia Widzów: 19 750 Sędzia: Marín, García |

### Grupa II
| Lp. | Drużyna        | M | Z | R | P | B+  | B-  | +/– | Pkt | Kwalifikacja      |
| --- | -------------- | - | - | - | - | --- | --- | --- | --- | ----------------- |
| 1   | Dania (A)      | 5 | 4 | 0 | 1 | 158 | 132 | +26 | 8   | Półfinały         |
| 2   | Szwecja (A)    | 5 | 3 | 0 | 2 | 147 | 144 | +3  | 6   | Półfinały         |
| 3   | Słowenia       | 5 | 3 | 0 | 2 | 145 | 147 | −2  | 6   | Mecz o 5. miejsce |
| 4   | Portugalia (E) | 5 | 2 | 1 | 2 | 163 | 172 | −9  | 5   |                   |
| 5   | Norwegia (E)   | 5 | 2 | 0 | 3 | 150 | 149 | +1  | 4   |                   |
| 6   | Holandia (E)   | 5 | 0 | 1 | 4 | 154 | 173 | −19 | 1   |                   |

| 17 stycznia 202415:30 | Norwegia          | 32:37(15:18) | Portugalia      | Barclaycard Arena, Hamburg Widzów: 8 707 Sędzia: Schulze, Tönnies |
| 17 stycznia 202415:30 | Alexander Blonz 7 | 32:37(15:18) | 8 Pedro Portela | Barclaycard Arena, Hamburg Widzów: 8 707 Sędzia: Schulze, Tönnies |
| 17 stycznia 202415:30 | 2×                | 32:37(15:18) | 2×              | Barclaycard Arena, Hamburg Widzów: 8 707 Sędzia: Schulze, Tönnies |

| 17 stycznia 202418:00 | Dania            | 39:27(18:17) | Holandia           | Barclaycard Arena, Hamburg Widzów: 9 568 Sędzia: C. Bonaventura, J. Bonaventura |
| 17 stycznia 202418:00 | Mathias Gidsel 9 | 39:27(18:17) | 8 Rutger ten Velde | Barclaycard Arena, Hamburg Widzów: 9 568 Sędzia: C. Bonaventura, J. Bonaventura |
| 17 stycznia 202418:00 | 1×               | 39:27(18:17) | 6×                 | Barclaycard Arena, Hamburg Widzów: 9 568 Sędzia: C. Bonaventura, J. Bonaventura |

| 17 stycznia 202420:30 | Słowenia     | 22:28(7:11) | Szwecja        | Barclaycard Arena, Hamburg Widzów: 9 933 Sędzia: Marín, García |
| 17 stycznia 202420:30 | Aleks Vlah 7 | 22:28(7:11) | 8 Lucas Pellas | Barclaycard Arena, Hamburg Widzów: 9 933 Sędzia: Marín, García |
| 17 stycznia 202420:30 | 2× · 2×      | 22:28(7:11) | 3× · 1×        | Barclaycard Arena, Hamburg Widzów: 9 933 Sędzia: Marín, García |

| 19 stycznia 202415:30 | Słowenia          | 30:33(17:18) | Portugalia      | Barclaycard Arena, Hamburg Widzów: 13376 Sędzia: C. Bonaventura, J. Bonaventura |
| 19 stycznia 202415:30 | Borut Mačkovšek 7 | 30:33(17:18) | 11 Martim Costa | Barclaycard Arena, Hamburg Widzów: 13376 Sędzia: C. Bonaventura, J. Bonaventura |
| 19 stycznia 202415:30 | 3× · 1×           | 30:33(17:18) | 2× · 1×         | Barclaycard Arena, Hamburg Widzów: 13376 Sędzia: C. Bonaventura, J. Bonaventura |

| 19 stycznia 202418:00 | Norwegia              | 35:32(16:18) | Holandia           | Barclaycard Arena, Hamburg Widzów: 13376 Sędzia: Pavićević, Ražnatović |
| 19 stycznia 202418:00 | czterech zawodników 4 | 35:32(16:18) | Rutger ten Velde 8 | Barclaycard Arena, Hamburg Widzów: 13376 Sędzia: Pavićević, Ražnatović |
| 19 stycznia 202418:00 | 4×                    | 35:32(16:18) | 3×                 | Barclaycard Arena, Hamburg Widzów: 13376 Sędzia: Pavićević, Ražnatović |

| 19 stycznia 202420:30 | Dania             | 28:27(17:15) | Szwecja        | Barclaycard Arena, Hamburg Widzów: 13376 Sędzia: Horáček, Novotný |
| 19 stycznia 202420:30 | Mathias Gidsel 10 | 28:27(17:15) | 9 Hampus Wanne | Barclaycard Arena, Hamburg Widzów: 13376 Sędzia: Horáček, Novotný |
| 19 stycznia 202420:30 | 4×                | 28:27(17:15) | 5×             | Barclaycard Arena, Hamburg Widzów: 13376 Sędzia: Horáček, Novotný |

| 21 stycznia 202415:30 | Słowenia            | 37:34(19:13) | Holandia             | Barclaycard Arena, Hamburg Widzów: 13 376 Sędzia: Schulze, Tönnies |
| 21 stycznia 202415:30 | trzech zawodników 6 | 37:34(19:13) | 15 Niels Versteijnen | Barclaycard Arena, Hamburg Widzów: 13 376 Sędzia: Schulze, Tönnies |
| 21 stycznia 202415:30 | 3×                  | 37:34(19:13) | 2× · 1×              | Barclaycard Arena, Hamburg Widzów: 13 376 Sędzia: Schulze, Tönnies |

| 21 stycznia 202418:00 | Szwecja         | 40:33(19:15) | Portugalia     | Barclaycard Arena, Hamburg Widzów: 13 376 Sędzia: Nikolov, Nachevski |
| 21 stycznia 202418:00 | Lucas Pellas 10 | 40:33(19:15) | 8 Martim Costa | Barclaycard Arena, Hamburg Widzów: 13 376 Sędzia: Nikolov, Nachevski |
| 21 stycznia 202418:00 | 4×              | 40:33(19:15) | 2×             | Barclaycard Arena, Hamburg Widzów: 13 376 Sędzia: Nikolov, Nachevski |

| 21 stycznia 202420:30 | Norwegia          | 23:29(11:18) | Dania                 | Barclaycard Arena, Hamburg Widzów: 13 376 Sędzia: Marín, García |
| 21 stycznia 202420:30 | Alexander Blonz 5 | 23:29(11:18) | 5 czterech zawodników | Barclaycard Arena, Hamburg Widzów: 13 376 Sędzia: Marín, García |
| 21 stycznia 202420:30 | 1×                | 23:29(11:18) | 2× · 2×               | Barclaycard Arena, Hamburg Widzów: 13 376 Sędzia: Marín, García |

| 23 stycznia 202415:30 | Holandia           | 33:33(17:15) | Portugalia                  | Barclaycard Arena, Hamburg Widzów: 8 868 Sędzia: Hansen, Madsen |
| 23 stycznia 202415:30 | Rutger ten Velde 7 | 33:33(17:15) | 8 Luís Frade 8 Martim Costa | Barclaycard Arena, Hamburg Widzów: 8 868 Sędzia: Hansen, Madsen |
| 23 stycznia 202415:30 | 2×                 | 33:33(17:15) | 1× · 1×                     | Barclaycard Arena, Hamburg Widzów: 8 868 Sędzia: Hansen, Madsen |

| 23 stycznia 202418:00 | Słowenia          | 28:25(17:14) | Dania                                 | Barclaycard Arena, Hamburg Widzów: 9 016 Sędzia: Kurtagic, Wetterwik |
| 23 stycznia 202418:00 | Kristjan Horžen 6 | 28:25(17:14) | 6 Lukas Jørgensen 6 Niclas Kirkeløkke | Barclaycard Arena, Hamburg Widzów: 9 016 Sędzia: Kurtagic, Wetterwik |
| 23 stycznia 202418:00 | 3× · 1×           | 28:25(17:14) | 2×                                    | Barclaycard Arena, Hamburg Widzów: 9 016 Sędzia: Kurtagic, Wetterwik |

| 23 stycznia 202420:30 | Norwegia           | 33:23(15:12) | Szwecja         | Barclaycard Arena, Hamburg Widzów: 9 031 Sędzia: C. Bonaventura, J. Bonaventura |
| 23 stycznia 202420:30 | Alexander Blonz 11 | 33:23(15:12) | 4 Lukas Sandell | Barclaycard Arena, Hamburg Widzów: 9 031 Sędzia: C. Bonaventura, J. Bonaventura |
| 23 stycznia 202420:30 | 1× · 1×            | 33:23(15:12) | 6×              | Barclaycard Arena, Hamburg Widzów: 9 031 Sędzia: C. Bonaventura, J. Bonaventura |

## Faza pucharowa

### Drabinka
|  |                       |           |            |                       |    |         |         |            |
|  | Półfinały             | Półfinały | Półfinały  |                       |    | Finał   | Finał   | Finał      |
|  | Półfinały             | Półfinały | Półfinały  |                       |    | Finał   | Finał   | Finał      |
|  | 26 stycznia – Kolonia |           |            |                       |    |         |         |            |
|  |                       |           |            |                       |    |         |         |            |
|  | Francja               | Francja   | 34 (dogr.) |                       |    |         |         |            |
|  | Francja               | Francja   | 34 (dogr.) | 28 stycznia – Kolonia |    |         |         |            |
|  | Szwecja               | Szwecja   | 30         |                       |    |         |         |            |
|  | Szwecja               | Szwecja   | 30         |                       |    | Francja | Francja | 33 (dogr.) |
|  | 26 stycznia – Kolonia |           |            |                       |    | Francja | Francja | 33 (dogr.) |
|  |                       |           | Dania      | Dania                 | 31 |         |         |            |
|  | Niemcy                | Niemcy    | Dania      | Dania                 | 31 | 26      |         |            |
|  | Niemcy                | Niemcy    |            |                       |    |         |         |            |
|  | Dania                 | Dania     | 29         |                       |    |         |         |            |
|  | Dania                 | Dania     | 29         | Mecz o 3. miejsce     |    |         |         |            |
|  |                       |           |            |                       |    |         |         |            |
|  | 28 stycznia – Kolonia |           |            |                       |    |         |         |            |
|  |                       |           |            |                       |    |         |         |            |
|  | Szwecja               | Szwecja   | 34         |                       |    |         |         |            |
|  | Szwecja               | Szwecja   | 34         |                       |    |         |         |            |
|  | Niemcy                | Niemcy    | 31         |                       |    |         |         |            |
|  | Niemcy                | Niemcy    | 31         |                       |    |         |         |            |

### Mecz o 5. miejsce
| 26 stycznia 202415:00 | Węgry        | 23:22(12:13) | Słowenia            | Lanxess Arena, Kolonia Widzów: 19 750 Sędzia: Schulze, Tönnies |
| 26 stycznia 202415:00 | Máté Lékai 5 | 23:22(12:13) | 4 trzech zawodników | Lanxess Arena, Kolonia Widzów: 19 750 Sędzia: Schulze, Tönnies |
| 26 stycznia 202415:00 | 4× · 1×      | 23:22(12:13) | 2×                  | Lanxess Arena, Kolonia Widzów: 19 750 Sędzia: Schulze, Tönnies |

### Mecz o miejsca 1–4

#### Półfinały
| 26 stycznia 202417:45 | Francja       | 34:30 (pd.)(17:11, 27:27) | Szwecja       | Lanxess Arena, Kolonia Widzów: 19 750 Sędzia: Nikolov, Nachevski |
| 26 stycznia 202417:45 | Hugo Descat 8 | 34:30 (pd.)(17:11, 27:27) | 9 Felix Claar | Lanxess Arena, Kolonia Widzów: 19 750 Sędzia: Nikolov, Nachevski |
| 26 stycznia 202417:45 | 4×            | 34:30 (pd.)(17:11, 27:27) | 1×            | Lanxess Arena, Kolonia Widzów: 19 750 Sędzia: Nikolov, Nachevski |

| 26 stycznia 202420:30 | Niemcy          | 26:29(14:12) | Dania               | Lanxess Arena, Kolonia Widzów: 19 750 Sędzia: Lah, Sok |
| 26 stycznia 202420:30 | Renārs Uščins 5 | 26:29(14:12) | 5 trzech zawodników | Lanxess Arena, Kolonia Widzów: 19 750 Sędzia: Lah, Sok |
| 26 stycznia 202420:30 | 3× · 2×         | 26:29(14:12) | 4×                  | Lanxess Arena, Kolonia Widzów: 19 750 Sędzia: Lah, Sok |

#### Mecz o 3. miejsce
| 28 stycznia 202415:00 | Szwecja       | 34:31(18:12) | Niemcy          | Lanxess Arena, Kolonia Widzów: 19 750 Sędzia: Pavićević, Ražnatović |
| 28 stycznia 202415:00 | Felix Claar 8 | 34:31(18:12) | 8 Renārs Uščins | Lanxess Arena, Kolonia Widzów: 19 750 Sędzia: Pavićević, Ražnatović |
| 28 stycznia 202415:00 | 3×            | 34:31(18:12) |                 | Lanxess Arena, Kolonia Widzów: 19 750 Sędzia: Pavićević, Ražnatović |

#### Finał
| 28 stycznia 202417:45 | Francja            | 33:31 (pd.)(14:14, 27:27) | Dania           | Lanxess Arena, Kolonia Widzów: 19 570 Sędzia: Marín, García |
| 28 stycznia 202417:45 | Ludovic Fabregas 8 | 33:31 (pd.)(14:14, 27:27) | 9 Mikkel Hansen | Lanxess Arena, Kolonia Widzów: 19 570 Sędzia: Marín, García |
| 28 stycznia 202417:45 | 4× · 2×            | 33:31 (pd.)(14:14, 27:27) | 3× · 1×         | Lanxess Arena, Kolonia Widzów: 19 570 Sędzia: Marín, García |

MISTRZ EUROPY 2024

FRANCJA

CZWARTY TYTUŁ

## Klasyfikacja końcowa
| Miejsce | Reprezentacja        | Uwagi                       |
| ------- | -------------------- | --------------------------- |
| złoto   | Francja              | Awans do LIO 2024 i MŚ 2025 |
| srebro  | Dania                | Awans do MŚ 2025            |
| brąz    | Szwecja              | –                           |
| 4.      | Niemcy               | –                           |
| 5.      | Węgry                | –                           |
| 6.      | Słowenia             | –                           |
| 7.      | Portugalia           | –                           |
| 8.      | Austria              | –                           |
| 9.      | Norwegia             | –                           |
| 10.     | Islandia             | –                           |
| 11.     | Chorwacja            | –                           |
| 12.     | Holandia             | –                           |
| 13.     | Hiszpania            | –                           |
| 14.     | Czarnogóra           | –                           |
| 15.     | Czechy               | –                           |
| 16.     | Polska               | –                           |
| 17.     | Macedonia Północna   | –                           |
| 18.     | Gruzja               | –                           |
| 19.     | Serbia               | –                           |
| 20.     | Wyspy Owcze          | –                           |
| 21.     | Szwajcaria           | –                           |
| 22.     | Rumunia              | –                           |
| 23.     | Grecja               | –                           |
| 24.     | Bośnia i Hercegowina | –                           |